# Synonema braziliense
Synonema braziliense is een rondwormensoort uit de familie van de Aponchiidae. De wetenschappelijke naam van de soort is voor het eerst geldig gepubliceerd in 1920 door Cobb.